# 堀江泰子
堀江 泰子（ほりえ やすこ、1923年2月18日 - 2017年3月3日）は、日本の料理研究家。旧姓・高橋。
　　　　　　

## 人物・来歴
宮崎県日南市出身。高橋憲一の長女として生まれた。夫は陸上自衛官・参議院議員を務めた堀江正夫で、娘も料理研究家の堀江ひろ子、孫娘はほりえさわこ。1962年から料理研究家として活動を始め、「きょうの料理」「キューピー3分クッキング」などに出演した。
2017年3月3日、敗血症により死去。94歳没。

## 著書
- 『冷凍かんづめ料理全科』家の光協会, 1971
- 『四季のおべんとう』家の光協会, 1971
- 『電子レンジでつくるおそうざい』主婦と生活社, 1974
- 『お菓子ランド』(ジュニア・クッカリー) 牧野鈴子 絵, 稲葉武夫 写真. サンリオ, 1979.12
- 『電子レンジでつくるおそうざい』主婦と生活社, 1983.1
- 『堀江さんちの晩ごはん』(マイライフシリーズ) グラフ社, 1987.3
- 『みんなが喜ぶごはん料理』(ヘルシーライフ) 家の光協会, 1988.10
- 『料理家の家庭に代々伝わるわが家のおかず 「ほんものの家庭料理」を愛する人へのメッセージ』(マイライフシリーズ) 特集版 グラフ社, 1997.11

### 共著
- 『3分クッキング 日本テレビ』滝口操 共著. 日本テレビ放送網, 1970
- 『3分クッキング 第2集』滝口操 共著. 日本テレビ放送網, 1971
- 『エレックお惣菜』堀江ひろ子共著. 大門出版, 1972
- 『サンドイッチとカナッペ』堀江ひろ子 共著. 主婦の友社,文庫 1973
- 『ハム・ソーセージ料理 ベークドハムからサラダ、酒のおつまみまで』(料理ハンドブック) ひかりのくに, 1974
- 『おいしい手作り食・保存食』堀江ひろ子共著. 大門出版, 1974
- 『やさしいおかずの手本』（クッキング・ブックス1）河野貞子・筒井載子共著. 世界文化社, 1974
- 『おべんとうとサンドイッチの手本』（クッキング・ブックス6）堀江ひろ子共著. 世界文化社,1974
- 『小さなパーティーのための料理』（クッキング・ブックス14）堀江ひろ子共著. 世界文化社,1974
- 『オーブン料理と電子レンジ料理』（クッキング・ブックス19）堀江ひろ子共著. 世界文化社,1974
- 『子どものための楽しいおかず』（クッキング・ブックス22）堀江ひろ子共著. 世界文化社,1974
- 『親と子の料理教室 エミーおばさんとお料理しましょう』料理, エミー・ホワイト お話. 池田書店, 1977.6
- 『元気っ子が育つ家庭料理』堀江ひろ子共著. 家の光協会, 1986.4
- 『楽しくつくるデザート&おやつ』(食と健康シリーズ) 堀江ひろ子共著. 全国学校給食協会, 1988.7
- 『おいしいめん料理』(食と健康シリーズ 堀江ひろ子共著. 全国学校給食協会, 1990.8

## 出演
- 「きょうの料理」（NHK、1962年 - ）
- 「キユーピー3分クッキング」（日本テレビ版、1967年4月 - 1972年3月）

## 親族
- 祖父 高橋源次郎（父高橋憲一の親、実業家・貴族院議員）[2]